# Guillermo Prieto
Guillermo Prieto (ur. 1818, zm. 1897) – meksykański polityk, pisarz, poeta i ekonomista.
Był działaczem stronnictwa liberalnego, reprezentował jego radykalne skrzydło. W utworzonym po rewolucji ayutlańskiej rządzie Juana Álvareza objął tekę ministra skarbu. Wszedł również w skład gabinetu sformowanego przez Benito Juáreza po przejęciu przezeń urzędu prezydenta (19 stycznia 1858). Był bliskim współpracownikiem głowy państwa podczas tzw. wojny o Reformę (do 1861). W późniejszych latach stał się przeciwnikiem Juáreza.